# Gilles van Royen
Gilles van Royen (†1478)  of Aegidius de Roya was een monnik van de abdij Ten Duinen en een kroniekschrijver.

## Geschiedenis
Gilles van Royen was monnik in de abdij Ten Duinen en werd hoogleraar in Parijs.
Hij compileerde het Chronodromon van Jan Brandon, abt van de Duinen, en zette het verder van 1414 tot 1430, onder de titel: Annales Belgici. Adriaan de Budt zette de kroniek verder tot in 1480. 
Deze 'Annales' werden in 1610 bij Sweertius in Frankfurt uitgegeven onder de titel Rerum Belgarum Annales.